# Total War (seria)
Total War – seria gier strategicznych tworzona przez brytyjską firmę The Creative Assembly. Seria jest kombinacją strategii czasu rzeczywistego oraz strategii turowych.
Pierwsza gra z serii to Shogun: Total War wydana 13 czerwca 2000 roku. Najnowszą grą z serii jest Total War: Pharaoh, wydana 11 października 2023 roku.

## Opis serii
Nazwa serii gier nawiązuje do wojny totalnej, wojny która jest prowadzona przy pełnym zaangażowaniu społeczeństwa i pełnym poświęceniu środków gospodarczych. Wspólną cechą serii jest to, że wszystkie gry prócz Spartan: Total Warrior są kombinacjami strategii czasu rzeczywistego oraz strategii turowych. Rozgrywka dzieli się na dwie części – mapę kampanii i pole bitwy. Na mapie kampanii gracz rozbudowuje swoje imperium, dba o ekonomię, infrastrukturę oraz o rozwój swojej armii. Armie są reprezentowane przez żołnierzy z flagami pokazującymi siłę oddziałów. Kiedy dwie wrogie armie przetną sobie drogę dochodzi do potyczki na polu bitwy. W czasie bitwy gracz rozstawia swoje jednostki. Po czym rozpoczyna się potyczka, wygrywa ten którego armia pozostanie na polu bitwy. Począwszy od Empire: Total War wprowadzono też bitwy morskie.

## Lista gier
| Tytuł                                | Rok wydania gry                   | Platformy                    | Rozszerzenia |
| ------------------------------------ | --------------------------------- | ---------------------------- | --- |
| Shogun: Total War                    | 13 czerwca 2000                   | Windows                      | The Mongol Invasion |
| Medieval: Total War                  | 19 sierpnia 2002                  | Windows                      | Viking Invasion |
| Rome: Total War                      | 22 września 2004, 2010 (Mac OS X) | Windows, OS X (Gold Edition) | Barbarian Invasion, Alexander |
| Medieval II: Total War               | 10 listopada 2006, 2016 (Linux)   | Windows, Linux               | Królestwa |
| Empire: Total War                    | 3 marca 2009, 2014 (Linux)        | Windows, Linux, OS X         | zawartość do pobrania: Special Forces Units & Bonus Content, Elite Units of the West, The Warpath Campaign, Elite Units of America, Elite Units of the East |
| Napoleon: Total War                  | 23 lutego 2010                    | Windows                      | zawartość do pobrania: Coalition Battle Pack, The Peninsular Campaign, Imperial Guard Pack, Heroes of the Napoleonic Wars |
| Total War: Shogun 2                  | 15 marca 2011, 2017 (Linux)       | Windows, Linux               | Zmierzch Samurajów,Rise of the Samurai zawartość do pobrania: Ikko Ikki Clan Pack, Sengoku Jidai Unit Pack, Rise of the Samurai, The Hattori Clan Pack, Blood Pack, Dragon War Battle Pack, Saints and Heroes Unit Pack |
| Total War: Rome II                   | 3 września 2013                   | Windows                      | Greek States Culture Pack; Selucid Empire Fraction Pack; Nomadic Tribes Culture Pack; Beasts Of War Pack; Pirates and Raiders; Caesar in Gaul; Hannibal at the Gates, Wrath of Sparta Campagin Pack, Empire Divided |
| Total War: Attila                    | 17 lutego 2015                    | Windows, Linux, OS X         | Viking Culture Pack, Longbeards Culture Pack, Celts Culture Pack, Blood & Burning, The Last Roman, Empires of Sand Culture Pack, Age of Charlemagne, Slavic Nations Culture Pack |
| Total War: Warhammer                 | 24 maja 2016                      | Windows, Linux, OS X         | The Beastmen; The Warriors of Chaos; The Grim and the Grave; The King and the Warlord; The Wood Elves; Bretonnia |
| Total War: Warhammer II              | 28 września 2017                  | Windows, Linux, OS X         | Rise of the Tomb Kings, The Queen and the Crone, Curse of the Vampire Coast, The Prophet & The Warlock, The Hunter & the Beast, The Shadow & the Blade, The Warden and the Paunch, The Twisted & the Twilight, The Silence & the Fury |
| Total War Saga: Thrones of Britannia | 2 maja 2018                       | Windows, Linux, OS X         | |
| Total War: Three Kingdoms            | 23 maja 2019                      | Windows, Linux, OS X         | Yellow Turban Rebellion, Eight Princes, Mandate of Heaven, A World Betrayed, The Furious Wild, Tao Qian, White Tiger Yan, Shi Xie |
| Total War Saga: Troy                 | 13 sierpnia 2020                  | Windows, Linux, OS X         | Amazons |
| Total War: Rome Remastered           | 29 kwietnia 2021                  | Windows, Linux, OS X         | |
| Total War Warhammer III              | 17 lutego 2022                    | Windows, Linux               | Champions of Chaos, Ogre Kingdoms, The Silence & The Fury, Forge of the Chaos Dwarfs, Blood for the Blood God III, The Twisted & The Twilight, The Warden & The Paunch, The Shadow & The Blade, The Hunter & The Beast, The Prophet & The Warlock, Curse of the Vampire Coast, The Queen & The Crone, Rise of the Tomb Kings, Norsca, Realm of The Wood Elves, The King and the Warlord, The Grim and the Grave, Call of the Beastmen, Chaos Warriors |
| Total War: Pharaoh                   | 11 października 2023              | Windows, OS X                | |

## Pozycje
- Shogun: Total War – akcja gry osadzona jest w feudalnej Japonii. Gracz kieruje jednym z japońskich klanów dążąc do zdobycia tytułu sioguna – prawdziwego władcy Japonii. Wydano do niej dodatek Shogun: Total War – The Mongol Invasion|The Mongol Invasion, który rozgrywany jest w czasach najazdu Mongołów na Japonię.
- Medieval: Total War – gracz staje się rządcą jednego ze średniowiecznych państw europejskich. Celem jest podbicie Europy. Do gry ukazał się dodatek noszący nazwę Viking Invasion, który dodaje możliwość kierowania Wikingami lub jednym z plemion na terenie Brytanii w ostatnich wiekach I tysiąclecia.
- Rome: Total War – gra oparta na zupełnie nowym silniku 3D przedstawia czasy republiki i cesarstwa rzymskiego. Dodatek do niej nosi nazwę Barbarian Invasion i opisuje czasy upadku cesarstwa rzymskiego. Ostatnim dodatkiem jest Alexander, który przedstawia atak Aleksandra Macedońskiego na Persję.
- Medieval II: Total War – opiera się na ulepszonym silniku Rome: Total War, pozwalającym na dokładniejsze odwzorowanie pola bitwy. Nowością w grze jest możliwość podboju także zamorskich cywilizacji: Azteków, Majów i innych. Jej oficjalnym rozszerzeniem jest Medieval II: Total War – Królestwa.
- Empire: Total War – gra toczy się w czasach złotego okresu kolonializmu oraz początku rewolucji przemysłowej. Wydana w marcu 2009 roku.
- Napoleon: Total War – gra toczy się w czasach Napoleona. Gra wydana w lutym 2010 roku.
- Total War: Shogun 2 – gra osadzona w feudalnej Japonii. Została wydana 15 marca 2011 roku[2]. Total War: Shogun 2 – Zmierzch Samurajów to samodzielny dodatek do niej, którego akcja toczy się w czasie wojny boshin. Wydany został 23 marca 2012 roku.
- Total War: Rome II –  gra wydana 3 września 2013 roku, następca gry Rome: Total War.
- Total War: Attila – wydana 17 lutego 2015. Akcja toczy się w późnym okresie istnienia Cesarstwa Rzymskiego.
- Total War: Warhammer – wydana 24 maja 2016. Osadzona została w świecie Warhammer Fantasy, stanowiącym fantastyczne odwzorowanie renesansowej Europy[13].
- Total War: Warhammer II – zapowiedziana w 2017 roku przez firmę The Creative Assembly. Grę wydano 28 września 2017 roku[14].
- Total War Saga: Thrones of Britannia – wydana w maju 2018 roku. Akcja została osadzona w IX wieku na Wyspach Brytyjskich[15].
- Total War: Three Kingdoms – akcja gry po raz pierwszy w historii serii została osadzona w Chinach. Wydana 23 maja 2019 roku[16].
- Total War Saga: Troy – wydana 13 sierpnia 2020 roku. Akcja została osadzona w Grecji, w czasach legendarnej wojny trojańskiej. Twórcy inspirowali się Iliadą Homera[17].
- Total War: Warhammer III – wydana 17 lutego 2022 roku. Trzecia i ostatnia część podcyklu serii Total War na licencji Warhammera.
- Total War: Pharaoh – wydana 11 października 2023 roku. Akcja została osadzona w starożytnym Egipcie.

### Spin-offy
- Spartan: Total Warrior – przygodowa gra akcji wydana w 2005 roku na platformy PlayStation 2, GameCube i Xbox.
- Total War Battles: Shogun – komputerowa gra strategiczna wydana w 2012 roku na platformy iOS, Android, Windows i OS X.
- Total War: Arena – gra komputerowa łącząca cechy gier strategicznych i MOBA wyszła z zamkniętej bety w 2018 roku na platformy Windows.